# Vladimir Șneiderov
Vladimir Șneiderov (numele original: în rusă Владимир Адольфович Шнейдеров, transliterat: Vladimir Adolfovici Șneiderov), (n. 15/28 iulie 1900, Moscova, Imperiul Rus – d. 4 ianuarie 1973, Moscova, RSFS Rusă, URSS) a fost un explorator din epoca sovietică și regizor de film educațional. A fost membru al PCUS din 1926 și a fost distins cu medalia Artist al Poporului RSFSR în 1969. 
A fost luat în vizor de KGB pentru unele presupuse declarații antisovietice. Pretinsele documentele împotriva lui au fost distruse de membrul KGB care a recrutat agenții CIA, Robert Hanssen și Aldrich Ames, în anii 1980.

## Filmografie selectivă
- 1924 Despre Samarkand (По Самарканд)
- 1924 Despre Uzbekistan (По Узбекистану)
- 1925 Великий перелёт
- 1928 Подножие смерти
- 1930 Yemen (Эль-Йемен / Aль-Йемен)
- 1931 На высоте 4500
- 1933 Două oceane (Два океана), documentar
- 1934 Lacul de aur (Золотое озеро)
- 1935 Atacul caravanei (Джульбарс)
- 1937 Ущелье Аламасов
- 1938 Гайчи
- 1946—1959 «Путешествия по СССР» (film serial, seria: Călătorii în URSS)
- 1953 Originile vieții (Происхождение жизни)
- 1958 Sub cerul vechilor deșerturi (Под небом древних пустынь)
- 1960 Charles Darwin (Чарльз Дарвин)
- 1962 Joseph Martin (Жозеф Мартин)

## Premii și nominalizări
- Ordinul Lenin
- Ordinul Drapelul Roșu al Muncii
- Орден Красной Звезды (14 aprilie 1944)
- Заслуженный деятель искусств РСФСР (6 ianuarie 1955)
- Artist al poporului RSFSR (29 septembrie 1969)

## Legături externe
- Vladimir Șneiderov la Internet Movie Database